# Министерство юстиции и по чрезвычайным ситуациям Норвегии
Министерство юстиции, общественной безопасности и иммиграции Норвегии отвечает за правосудие, полицию, разведку и иммиграцию в страну. Его основной задачей является обеспечение безопасности общества и отдельных граждан.
С 2018 года министерство возглавляет Сильви Листхёуг из Партии прогресса.
Министерство было создано в 1818 году и в нём в настоящее время работает около 270 человек. Оно состоит из следующих отделов:
- прессы и связи с общественностью
- Уголовный отдел и по вопросам реабилитации
- по правовым вопросам
- арктическим делам
- полиции
- Спасательный отдел
- по вопросам Гражданского права
- планирования и управления
- аналитики
- иммиграции